# Acanthanectes hystrix
Acanthanectes hystrix is een  straalvinnige vissensoort uit de familie van drievinslijmvissen (Tripterygiidae). De wetenschappelijke naam van de soort is voor het eerst geldig gepubliceerd in 1993 door Holleman & Buxton.